# Enicospilus jesicae
Enicospilus jesicae är en stekelart som beskrevs av Ian D. Gauld 1988. Enicospilus jesicae ingår i släktet Enicospilus och familjen brokparasitsteklar. Inga underarter finns listade i Catalogue of Life.